# Dexter (Wisconsin)
Dexter es un pueblo ubicado en el condado de Wood en el estado estadounidense de Wisconsin. En el Censo de 2010 tenía una población de 359 habitantes y una densidad poblacional de 3,9 personas por km².

## Geografía
Dexter se encuentra ubicado en las coordenadas 44°23′38″N 90°8′45″O / 44.39389, -90.14583. Según la Oficina del Censo de los Estados Unidos, Dexter tiene una superficie total de 92.02 km², de la cual 89.39 km² corresponden a tierra firme y (2.86%) 2.63 km² es agua.

## Demografía
Según el censo de 2010, había 359 personas residiendo en Dexter. La densidad de población era de 3,9 hab./km². De los 359 habitantes, Dexter estaba compuesto por el 99.72% blancos, el 0% eran afroamericanos, el 0.28% eran amerindios, el 0% eran asiáticos, el 0% eran isleños del Pacífico, el 0% eran de otras razas y el 0% pertenecían a dos o más razas. Del total de la población el 0.84% eran hispanos o latinos de cualquier raza.